# Луков, Мартин
Мартин Луков (болг. Мартин Луков; род. 5 июля 1993, София, Болгария) — болгарский футболист; вратарь. Выступал за болгарские клубы «Сливнишки герой», «Витоша» в Бистрице, «Пирин» в Разлоге, «Обориште», «Дунав», «Арда», «Локомотив» в Пловдиве, саудовский клуб «Аль-Таи» и кипрский клуб «Кармиотисса».

## Клубная карьера
Подростком обучался в спортивной академии столичного клуба «Славия» под руководством тренера Милчо Евтимова. В 2004 году перешёл в молодёжную команду клуба «Левски», с которой отыграл 4 сезона. С 2006 года, последние 2 сезона в молодёжных составах, вновь выступал за команду клуба «Славия» София. Вице-чемпион Болгарии в составе команды клуба «Славия» до 17 лет и команды клуба «Левски» до 19 лет.
Клубную карьеру начал в 2012 году, когда был принят в команду клуба «Сливнишки герой» тренером вратарей Бориславом Драгомировым. В 2013—2015 годах играл за клубы «Витоша» Бистрица, «Пирин» Разлог и «Обориште». Летом 2015 года подписал контракт с клубом «Дунав», команда которого выступала во втором дивизионе. Луков показал себя блестящим вратарём и сыграл решающую роль во время сезона. Его команда выиграла чемпионат и впервые после двадцатипятилетнего отсутствия перешла в первый дивизион Болгарии. Уже в начальных матчах сезона 2016/17 года он внёс большой вклад в защиту ворот, принеся «Дунаву» пять побед и две ничьи в первых семи турах. В матче против клуба «Берое» 18 сентября 2016 года Луков стал вратарём «Дунава» с наибольшим количеством минут без пропущенных мячей (456 минут), что является рекордом, ранее принадлежавшим Ивану Иванову во время пребывания в клубе в сезоне группы А 1963/64 года.
В журналистском рейтинге «Футболист года в Болгарии» за 2016 год среди вратарей занял 3-е место, уступив победителю Владиславу Стоянову и занявшему второе место вратарю клуба «Левски» Бояну Йоргачевичу.
13 апреля 2017 года было подтверждено, что Луков получил серьезную травму и выбыл из строя как минимум на 6 месяцев, таким образом пропустив остаток сезона 2016/17 года. 13 октября 2017 года было объявлено, что футболист приступит к командным тренировкам, будучи полностью готовым вернуться в строй. Луков покинул клуб летом 2018 года.
12 июня 2018 года он подписал трёхлетний контракт с клубом «Локомотив» Пловдив. В течение следующих трёх сезонов он выиграл 3 кубка — 2 Кубка Болгарии в сезонах 2018/19 и 2019/20 годов и 1 Суперкубок Болгарии в 2020 году, а также стал вице-чемпионом в сезоне 2020/21 года. В сезоне 2019/20 года он был выбран лучшим вратарем Первой лиги. Благодаря хорошей игре за свою команду, футболист получил приглашение в сборную Болгарии.
21 июня 2021 года Луков был переведен из клуба «Локомотив» Пловдив в саудовский клуб «Аль-Таи». В феврале — июле 2022 года играл в составе болгарского клуба «Арда». С июля 2022 по сентябрь 2023 года выступал за кипрский клуб «Кармиотисса».

## Международная карьера
В 2013 году Луков выступал за любительскую сборную Юго-Восточной Болгарии в Кубке регионов УЕФА. В начале 2017 года он был вызван в сборную Болгарии, но не присоединился к команде из-за травмы. В сентябре 2018 года вошёл в состав сборной Болгарии после того, как главный тренер сборной Петр Хубчев включил его в группу игроков турнира Лиги наций УЕФА 2018 года. Дебютировал за сборную страны 11 октября 2020 года, проиграв на выезде 0:2 сборной Финляндии в матче Лиги наций УЕФА.

## Достижения
«Локомотив (Пловдив)»
- Кубок Болгарии (2): 2018/19, 2019/20.
- Суперкубок Болгарии: 2020.
- Вратарь года в Болгарии: 2020.

## Личная жизнь
Родился в неспортивной семье: отец — полицейский, мать — работница супермаркета. Родители поддерживают сына и следят за каждым его выступлением.